# Sam Jaffe
Shalom "Sam" Jaffe (Nova York, 10 de març de 1891 − Beverly Hills, Califòrnia, 24 de març de 1984) va ser un actor estatunidenc.
Als anys 1950, va ser una de les víctimes del maccarthisme i era a la Llista negra de Hollywood.

## Biografia
Nascut en una família jueva, de nen va participar en produccions teatrals en Jiddisch al costat de la seva mare, que era una coneguda actriu. Va estudiar enginyeria a la Universitat de Colúmbia, i després va treballar durant uns anys com a professor de matemàtiques, abans de dedicar-se plenament a l'actuació. Va iniciar la seva carrera cinematogràfica el 1934 i hi va continuar tota la seva vida.
En la dècada dels 50, Jaffe va ser inclòs en la llista negra de Hollywood pels dirigents dels estudis cinematogràfics, per ser un presumpte simpatitzant comunista. Malgrat això, va ser contractat pel director William Wyler per al seu paper a la pel·lícula de 1959 guanyadora de l'Oscar a la millor pel·lícula Ben Hur .
Jaffe va ser coprotagonista de la sèrie de televisió Ben Casey, en el paper del Dr. David Zorba des de 1961 a 1965, i va tenir molts altres papers com a convidat en diverses sèries, inclòs el western Àlies Smith and Jones  protagonitzat per Pete Duel i Ben Murphy.
Vidu des de 1941, el 1956 es casa amb l'actriu Bettye Ackerman (1924 - 2006), que posteriorment treballaria amb ell a Ben Casey.
Sam Jaffe va morir de càncer a Beverly Hills (Califòrnia), i va ser enterrat al cementiri Eden Memorial Park de Los Angeles, Califòrnia.

## Filmografia
Filmografia:
- 1934: The Scarlet Empress: Grand Duc Peter
- 1934: We Live Again, de Rouben Mamoulian: Gregory Simonson
- 1937: Horitzons perduts (Lost Horizon: High Lama
- 1939: Gunga Din: Gunga Din
- 1947: 13 Rue Madeleine: Mayor Galimard
- 1947: Gentleman's Agreement: Professor Fred Lieberman
- 1949: La culpa (The Accused): Dr. Romley
- 1949: Rope of Sand: Dr. Francis Kittridge Hunter
- 1950: La jungla d'asfalt (The Asphalt Jungle): Doc Erwin Riedenschneider
- 1951: Under the Gun: Samuel Gower
- 1951: I Can Get It for You Wholesale: Sam Cooper
- 1951: The Day the Earth Stood Still: Prof. Jacob Barnhardt
- 1953: Main Street to Broadway: Ell mateix
- 1957: Les Espions: Sam Cooper
- 1958: El bàrbar i la geisha (The Barbarian and the Geisha): Henry Heusken
- 1959: Ben-Hur: Simonides
- 1967: A Guide for the Married Man: Shrink
- 1969: El gran robatori (The Great Bank Robbery): Germà Lilac Bailey
- 1970: L'horror de Dunwich (The Dunwich Horror): Vell Whateley
- 1971: The Tell-Tale Heart: L'home vell
- 1971: Bedknobs and Broomsticks
- 1980: Battle Beyond the Repartiment: Dr. Hephaestus
- 1984: Nothing Lasts Forever: Pare Knickerbocker
- 1984: On the Line: El Gabacho

### Televisió
- 1969: Night Gallery: Bleum
- 1970: Quarantined: Mr. Berryman
- 1970: The Old Man Who Cried Wolf: Abe Stillman
- 1971: Enemies
- 1971: Sam Hill: Who Killed Mr. Foster?: Toby
- 1972: Ghost Story: De Witt
- 1973: Saga of Sonora
- 1974: QB VII (fulletó): Dr. Mark Tessler
- 1975: Columbo: Temporada 5 de Columbo Episodi 1: Forgotten Lady (Sèrie): Dr. Henry Willis
- 1978: Dona Bionica: General de l'exèrcit
- 1976: The Sad and Lonely Sundays: Dr. Sweeny
- 1980: Gideon's Trumpet: Jutge Cort Suprema
- 1982: The Love Boat

## Premis i nominacions
Nominacions
- 1951: Oscar al millor actor secundari per La jungla d'asfalt
- 1962: Primetime Emmy al millor actor secundari per Ben Casey